# Pajay
Pajay  es una población y comuna francesa, en la región de Auvernia-Ródano-Alpes, departamento de Isère, en el distrito de Vienne y cantón de La Côte-Saint-André.

## Demografía
| 589 | 583 | 706 | 798 | 736 | 796 |
| Para los censos de 1962 a 1999 la población legal corresponde a la población sin duplicidades (Fuente: INSEE [Consultar]) |     |     |     |     |     |